# Caja Rural-Seguros RGA
La Caja Rural-Seguros RGA è una squadra maschile spagnola di ciclismo su strada con licenza di UCI ProTeam.
Attiva a livello UCI dal 2010, è diretta da Juan Manuel Hernández e sponsorizzata dalla banca Caja Rural; nelle stagioni di attività ha ottenuto un successo di tappa e due classifiche scalatori alla Vuelta a España, oltre a numerose vittorie in gare spagnole minori.

## Storia
La banca spagnola Caja Rural fu sponsor dell'omonimo team di professionisti diretto da Domingo Perurena dal 1987 al 1989. Dopo la separazione dalla squadra non lasciò il ciclismo, ma continuò a sponsorizzare formazioni in categorie amatoriali nelle diverse comunità autonome spagnole, e tra queste il Club Ciclista Burunda di Alsasua, in Navarra. Alla fine del 2009, pur dando continuità all'attività dilettantistica con gli Under-23 del club navarro, Caja Rural tornò al professionismo insieme formando una squadra Continental basata a Pamplona, diretta da Juan Manuel Hernández ed Eugenio Goikoetxea e supportata tecnicamente dal telaista vitoriano BH.
Nel 2010 la squadra Continental ottenne le prime vittorie in gare UCI: due tappe alla Volta a Portugal (con Oleh Čužda e José Herrada), una alla Vuelta Ciclista a León (Arturo Mora) e una al Cinturó de l'Empordà, insieme alla classifica generale della corsa (José Herrada). Al termine della stagione il team assunse licenza Professional Continental. Nel 2011 arrivarono due successi con Javier Moreno, e nel 2012 due vittorie alla Vuelta a Castilla y León e il primo storico invito alla Vuelta a España: durante la gara il team conquistò la tappa di Lagos de Covadonga con Antonio Piedra.
Nel 2013 Caja Rural fu affiancata nella sponsorizzazione da Seguros RGA. Rubén Fernández Andújar, prodotto del vivaio, vinse in maglia spagnola il prestigioso Tour de l'Avenir, mentre nel biennio seguente Luis León Sánchez, nel 2014, e Omar Fraile, nel 2015, diedero al team il successo nella classifica scalatori alla Vuelta a España. Il 2015 vide i ciclisti Caja Rural imporsi in numerose prove, tra cui il Giro dell'Appennino con Fraile, la Prueba Villafranca con Ángel Madrazo e la Coppa Sabatini con Eduard Prades.

## Cronistoria

### Annuario
| Anno | Codice | Nome                                                               | Cat. | Biciclette | Dirigenza |
| ---- | ------ | ------------------------------------------------------------------ | ---- | ---------- | --- |
| 2010 | CJR    | Caja Rural                                                         | CT   | BH         | Manager: Juan Manuel Hernández Dir. sportivi: Eugenio Goikoetxea, Iñaki Juanikorena |
| 2011 | CJR    | Caja Rural                                                         | PCT  | BH         | Manager: Juan Manuel Hernández Dir. sportivi: Eugenio Goikoetxea, Xabier Artetxe |
| 2012 | CJR    | Caja Rural                                                         | PCT  | BH         | Manager: Juan Manuel Hernández Dir. sportivi: Eugenio Goikoetxea, Mikel Azparren, Mikel Gaztañaga                                                                                      |
| 2013 | CJR    | Caja Rural (fino al 7 marzo) Caja Rural-Seguros RGA (dall'8 marzo) | PCT  | BH         | Manager: Juan Manuel Hernández Dir. sportivi: Eugenio Goikoetxea, Jaime Gutiérrez, José Miguel Fernández, Genaro Prego                                                                 |
| 2014 | CJR    | Caja Rural-Seguros RGA                                             | PCT  | BH         | Manager: Juan Manuel Hernández Dir. sportivi: Eugenio Goikoetxea, José Miguel Fernández, Jaime Gutiérrez, Genaro Prego                                                                 |
| 2015 | CJR    | Caja Rural-Seguros RGA                                             | PCT  | Fuji       | Manager: Juan Manuel Hernández Dir. sportivi: Eugenio Goikoetxea, José Miguel Fernández, Genaro Prego, Juan Carlos Vázquez                                                             |
| 2016 | CJR    | Caja Rural-Seguros RGA                                             | PCT  | Fuji       | Manager: Juan Manuel Hernández Dir. sportivi: Eugenio Goikoetxea, José Miguel Fernández, Genaro Prego, Juan Carlos Vázquez                                                             |
| 2017 | CJR    | Caja Rural-Seguros RGA                                             | PCT  | Fuji       | Manager: Juan Manuel Hernández Dir. sportivi: Eugenio Goikoetxea, José Miguel Fernández, Rubén Martínez, Genaro Prego, Juan Carlos Vázquez                                             |
| 2018 | CJR    | Caja Rural-Seguros RGA                                             | PCT  | De Rosa    | Manager: Juan Manuel Hernández Dir. sportivi: Eugenio Goikoetxea, José Miguel Fernández, Rubén Martínez                                                                                |
| 2019 | CJR    | Caja Rural-Seguros RGA                                             | PCT  | De Rosa    | Manager: Juan Manuel Hernández Dir. sportivi: Xabier Muriel, José Miguel Fernández, Rubén Martínez, Genaro Prego                                                                       |
| 2020 | CJR    | Caja Rural-Seguros RGA                                             | PRT  | De Rosa    | Manager: Juan Manuel Hernández Dir. sportivi: Xabier Muriel, José Miguel Fernández, Rubén Martínez, Genaro Prego                                                                       |
| 2021 | CJR    | Caja Rural-Seguros RGA                                             | PRT  | Guerciotti | Manager: Juan Manuel Hernández Dir. sportivi: Xabier Muriel, José Miguel Fernández, Rubén Martínez, Genaro Prego                                                                       |
| 2022 | CJR    | Caja Rural-Seguros RGA                                             | PRT  | MMR        | Manager: Juan Manuel Hernández Dir. sportivi: José Miguel Fernández, Juan Manuel Hernández, Rubén Martínez, Genaro Prego                                                               |
| 2023 | CJR    | Caja Rural-Seguros RGA                                             | PRT  | MMR        | Manager: Juan Manuel Hernández Dir. sportivi: José Miguel Fernández, Aritz Bagües, Juan Manuel Hernández, Rubén Martínez, Genaro Prego, Juan Carlos Vázquez                            |
| 2024 | CJR    | Caja Rural-Seguros RGA                                             | PRT  | MMR        | Manager: Juan Manuel Hernández Dir. sportivi: José Miguel Fernández, Aritz Bagües, Juan Manuel Hernández, Rubén Martínez, Genaro Prego                                                 |
| 2025 | CJR    | Caja Rural-Seguros RGA                                             | PRT  | MMR        | Manager: Juan Manuel Hernández Dir. sportivi: José Miguel Fernández, Aritz Bagües, Juan Manuel Hernández, Eneko Iparragirre, Rubén Martínez, Genaro Prego, Juan Carlos Vazquez Moracho |

### Classifiche UCI
Aggiornato al 31 dicembre 2018.
| Anno | Classifica | Pos. | Migliore cl. individuale |
| ---- | ---------- | ---- | ------------------------ |
| 2010 | America T. | 27º  | Joaquín Sobrino (172º)   |
| 2010 | Europe T.  | 37º  | José Herrada (77º)       |
| 2011 | Asia T.    | 41º  | Fabricio Ferrari (130º)  |
| 2011 | Europe T.  | 28º  | Javier Moreno (37º)      |
| 2012 | America T. | 42º  | Marcos García (361º)     |
| 2012 | Europe T.  | 21º  | David de la Cruz (95º)   |
| 2013 | Europe T.  | 15º  | Francesco Lasca (24º)    |
| 2014 | Africa T.  | 8º   | Luis León Sánchez (8º)   |
| 2014 | Europe T.  | 11º  | Peio Bilbao (40º)        |
| 2015 | America T. | 11º  | Carlos Barbero (45º)     |
| 2015 | Europe T.  | 10º  | Amets Txurruka (34º)     |
| 2016 | America T. | 15º  | Eduard Prades (36º)      |
| 2016 | Europe T.  | 4º   | Sergio Pardilla (25º)    |
| 2017 | America T. | 15º  | Chris Butler (67º)       |
| 2017 | Europe T.  | 17º  | Jaime Rosón (61º)        |
| 2018 | Asia T.    | 96º  | Alex Aranburu (559º)     |
| 2018 | America T. | 39º  | Lluís Mas (348º)         |
| 2018 | Europe T.  | 33º  | Alex Aranburu (155º)     |

## Palmarès
Aggiornato al 26 agosto 2023.

### Grandi Giri
- Giro d'Italia

Partecipazioni: 0
- Tour de France

Partecipazioni: 0
- Vuelta a España

Partecipazioni: 11 (2012, 2013, 2014, 2015, 2016, 2017, 2018, 2019, 2020, 2021, 2023)
Vittorie di tappa: 1
2012: 1 (Antonio Piedra)
Vittorie finali: 0
Altre classifiche: 3
2013: Combattività (Javier Aramendia)
2014: Scalatori (Luis León Sánchez)
2015: Scalatori (Omar Fraile)

### Campionati nazionali
- Campionati bulgari: 1

In linea: 2012 (Danail Petrov)
- Campionati portoghesi: 1

In linea: 2012 (Manuel Cardoso)
- Campionati portoricani: 1

In linea: 2025 (Abner González)
- Campionati spagnoli: 1

Cronometro: 2025 (Abel Balderstone)
- Campionati uruguaiani: 1

In linea: 2025 (Thomas Silva)
- Campionati venezuelani: 4

In linea: 2022, 2023 (Orluis Aular)
Cronometro: 2022, 2023 (Orluis Aular)

## Organico 2025
Aggiornato al 1º agosto 2025.

### Staff tecnico
|  | Naz.              | Ruolo  | Sportivo                    |  |  |  |
|  | ----------------- | ------ | --------------------------- |  |  |  |
|  | Spagna (bandiera) | GM, DS | Juan Manuel Hernández       |  |  |  |
|  | Spagna (bandiera) | DS     | José Miguel Fernández       |  |  |  |
|  | Spagna (bandiera) | DS     | Aritz Bagües                |  |  |  |
|  | Spagna (bandiera) | DS     | Rubén Martínez              |  |  |  |
|  | Spagna (bandiera) | DS     | Eneko Iparragirre           |  |  |  |
|  | Spagna (bandiera) | DS     | Genaro Prego                |  |  |  |
|  | Spagna (bandiera) | DS     | Juan Carlos Vazquez Moracho |  |  |  |

### Rosa
|  | Naz.                     |  | Sportivo              | Anno |  |  |
|  | ------------------------ |  | --------------------- | ---- |  |  |
|  | Spagna (bandiera)        |  | Julien Arriola-Bengoa | 2001 |  |  |
|  | Rep. Ceca (bandiera)     |  | Daniel Babor          | 1999 |  |  |
|  | Spagna (bandiera)        |  | Abel Balderstone      | 2000 |  |  |
|  | Spagna (bandiera)        |  | Fernando Barceló      | 1996 |  |  |
|  | Australia (bandiera)     |  | Sebastian Berwick     | 1999 |  |  |
|  | Spagna (bandiera)        |  | Joan Bou              | 1997 |  |  |
|  | Spagna (bandiera)        |  | Jan Castellon         | 2003 |  |  |
|  | Spagna (bandiera)        |  | Gorka Corres          | 2005 |  |  |
|  | Spagna (bandiera)        |  | Sergi Darder          | 2003 |  |  |
|  | Spagna (bandiera)        |  | Álex Díaz             | 2001 |  |  |
|  | Spagna (bandiera)        |  | Samuel Fernández      | 2003 |  |  |
|  | Porto Rico (bandiera)    |  | Abner González        | 2000 |  |  |
|  | Spagna (bandiera)        |  | Jaume Guardeño        | 2003 |  |  |
|  | Spagna (bandiera)        |  | Javier Ibañez         | 2001 |  |  |
|  | Spagna (bandiera)        |  | Javier Ibañez         | 2001 |  |  |
|  | Gran Bretagna (bandiera) |  | Calum Johnston        | 1998 |  |  |
|  | Portogallo (bandiera)    |  | Iúri Leitão           | 1998 |  |  |
|  | Spagna (bandiera)        |  | Joseba López          | 2000 |  |  |
|  | Spagna (bandiera)        |  | Pablo Lospitao        | 2005 |  |  |
|  | Paesi Bassi (bandiera)   |  | Alex Molenaar         | 1999 |  |  |
|  | Spagna (bandiera)        |  | Joel Nicolau          | 1997 |  |  |
|  | Rep. Ceca (bandiera)     |  | Jakub Otruba          | 1998 |  |  |
|  | Venezuela (bandiera)     |  | Francisco Peñuela     | 2001 |  |  |
|  | Spagna (bandiera)        |  | Iker Perez            | 2004 |  |  |
|  | Spagna (bandiera)        |  | Eduard Prades         | 1987 |  |  |
|  | Uruguay (bandiera)       |  | Thomas Silva          | 2001 |  |  |
|  | Spagna (bandiera)        |  | Gorka Sorarrain       | 1996 |  |  |
|  | Stati Uniti (bandiera)   |  | Tyler Stites          | 1998 |  |  |